# リターナー (アメリカンフットボール)

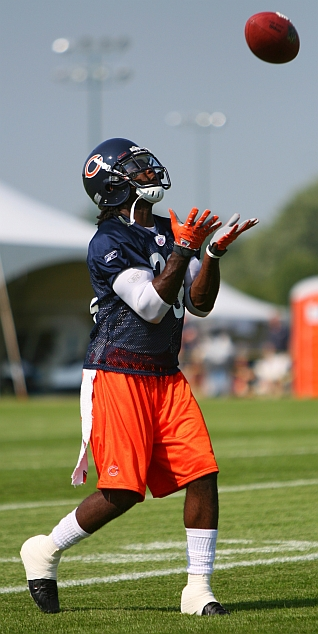
デビン・ヘスター

リターナー（Long snapper）は、アメリカンフットボールのスペシャルチームでパントやキックオフのリターン行うスペシャリスト。リターナーだけを専門に行う選手は少なく、ほとんどの選手は走力が求められるワイドレシーバー、ディフェンシブバック、ランニングバックなどの別のポジションでもプレーする。

## キックオフ・リターナー
キックオフ・リターナー（KR）は、主に相手チームのキックオフをキャッチし、相手陣のエンドゾーンに向かって、ボールを進めることが役割である。ボールが自陣のエンドゾーン内まで到達する距離を相手キッカーが蹴った場合、リターナーはボールが空中にある間に、リターンをすることがチームに有益であるかどうかを判断する。リターンするよりもタッチバックによる試合再開（通常自陣20ヤード、NFLでは自陣25ヤードから）の方がチームに有益であると判断した場合は、ボールをキャッチして、エンドゾーンに膝をつけるか、ボールがエンドラインを超えるのを見送るかでタッチバックを選択する。
NFLにおいて2010年代以前は、キックオフ・リターナーは攻撃を優位な位置で始めたり、タッチダウンで試合の空気を変えたりする一定の重要な地位を占めるポジションであった。しかし、2010年代以降、スポーツ選手の事故について、脳震盪を始め、様々な怪我についての議論が活発になると、トップスピードでぶつかり合うキックオフリターンの危険性が問題視されるようになった。2011年シーズンには、キックオフのキック地点が自陣30ヤードから35ヤードに変更されると、タッチバックが増大し、2015年シーズンにはタッチバックが20ヤードから25ヤードに変更され、更にリターンを行う機会が激減した。

## パント・リターナー
パント・リターナー（PR）は、相手チームのパントをキャッチし、相手陣のエンドゾーンに向かって、ボールを進めることが役割である。キックオフと同様、リターナーはボールが空中にある間に、リターンをすることがチームに有益であるかどうかを判断する。リターンをしないと判断した場合、パントではフェアキャッチを行うか、ボールに触れずに見送るかの選択をする。フェアキャッチはパントをキャッチする前に片方の手を頭の上で振り、パントをキャッチすることにより成立し、試合はフェアキャッチを行った地点から再開される。ボールに触れずに見送った場合は、ボールがエンドゾーンに到達すればタッチバックとなり、ボールがエンドゾーンに到達しなかった場合は、ボールが完全に止まるか、ボールがサイドラインを割るか、キッキングチームの選手が触れるかでダウンとなり、それぞれの地点がダウン地点となる。ボールを見送る方法は、リターンチームが確実に攻撃権を得られる安全な方法であるが、ボールの跳ね方次第では、極めて不利な地点から攻撃再開を行わなければならない危険性がある。